# آخرین نگاه‌ها
آخرین نگاه‌ها (به انگلیسی: Last Looks) یک فیلم معمایی و دلهره‌آور آمریکایی-انگلیسی محصول سال ۲۰۲۲ به کارگردانی تیم کرکبی از فیلمنامه هوارد مایکل گولد بر اساس رمان خود با همین نام ساخته شده‌است. بازیگران اصلی فیلم چارلی هونام، مل گیبسون، مورنا باکارین، دامینیک مانهن، جیکوب اسکیپیو و کلنسی براون هستند.

## داستان
پلیس سابقی که اعتبار خود را از دست داده برای به دست آوردن آرامش به زندگی در جنگل پناه می‌برد، اما زندگی آرام او با یک درخواست به هم می‌ریزد. کارآگاهی خصوصی او را استخدام می‌کند تا دربارهٔ یک قتل تحقیق کند.

## فیلمبرداری
فیلمبرداری اصلی از ۱۸ ژوئن ۲۰۱۹ در آتلانتا آغاز شد.